# نمایش ژاپنی

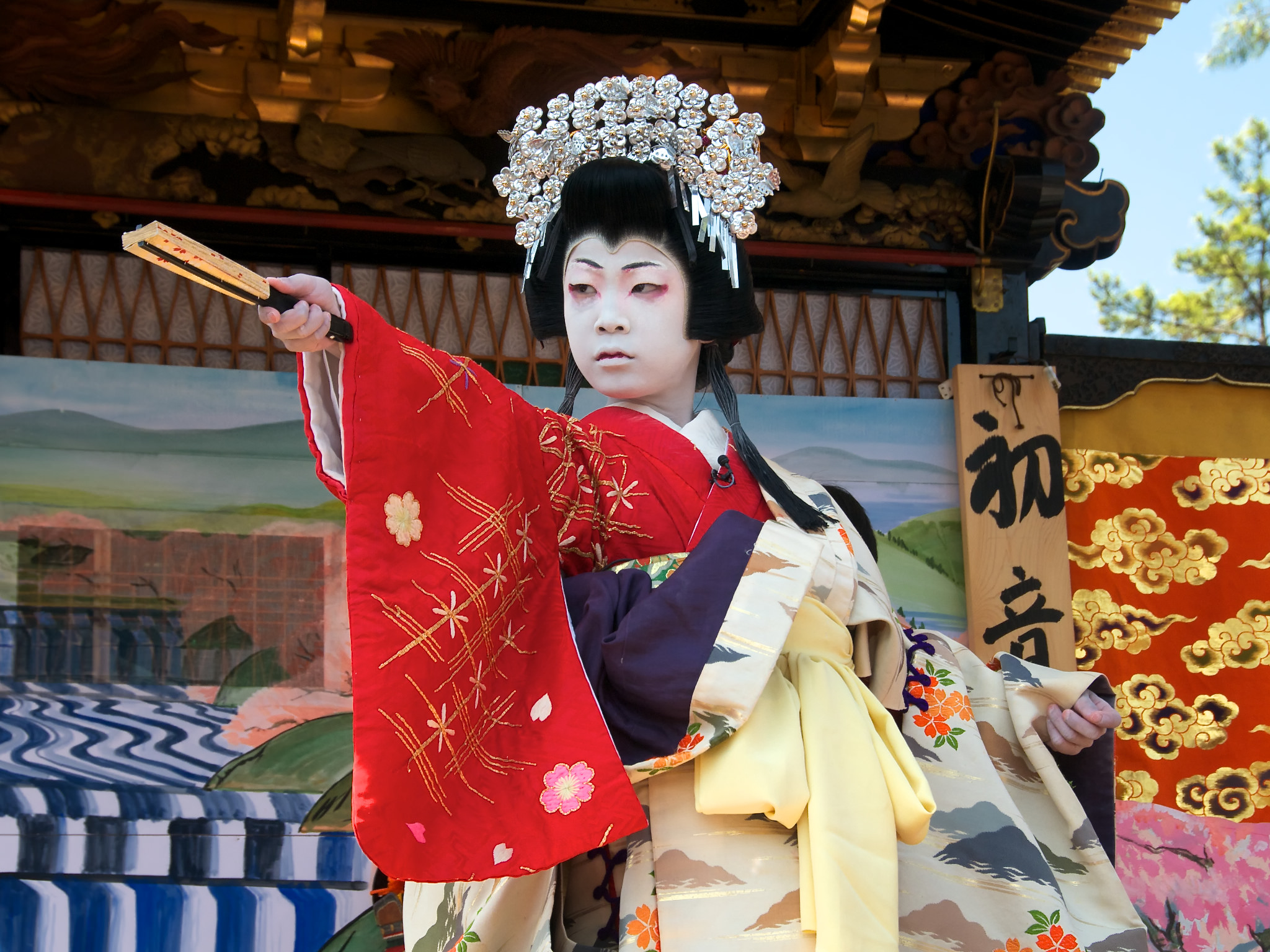
تئاتر کابوکی کودکان در ناگاهاما (خانم شیزوکا، ۱۰ ساله)؛سال ۲۰۱۳.

نمایش سنّتی ژاپن کابوکی و نو و کیوگن و بونراکو را دربرمی‌گیرد.

## نمایش کهن

### نو و کیوگن
نو نمایشی جدّی بوده با میان‌پرده‌های خنده‌آوری که کیوگن می‌نامند. آتسوموری از نام‌آورترین نمونه‌های نو است.

### کابوکی
کابوکی موسیقی و رقص را در داستانی نمایشی می‌آمیزد. کانجینچو از نام‌آورترین متن‌های کابوکی است.

### بونراکو
بونراکو همانا نمایش عروسکی ژاپنی است.

## تئاتر مدرن
تئاتر اروپایی در قرون اخیر در ژاپن به نمایش درآمده و بر نمایشنامه‌نویسی ژاپنی اثر کرده. از جمله نمایشنامه‌نویسان نام‌آور قرن بیستم ژاپن می‌توان یوکیو میشیما را نام برد.